# Hans-Ulrich von Ruepprecht
Hans-Ulrich Freiherr von Ruepprecht (* 9. Juli 1911 in Stuttgart; † 4. Juni 2006 ebenda) war ein deutscher Jurist, Genealoge und Heraldiker.

## Leben und Wirken

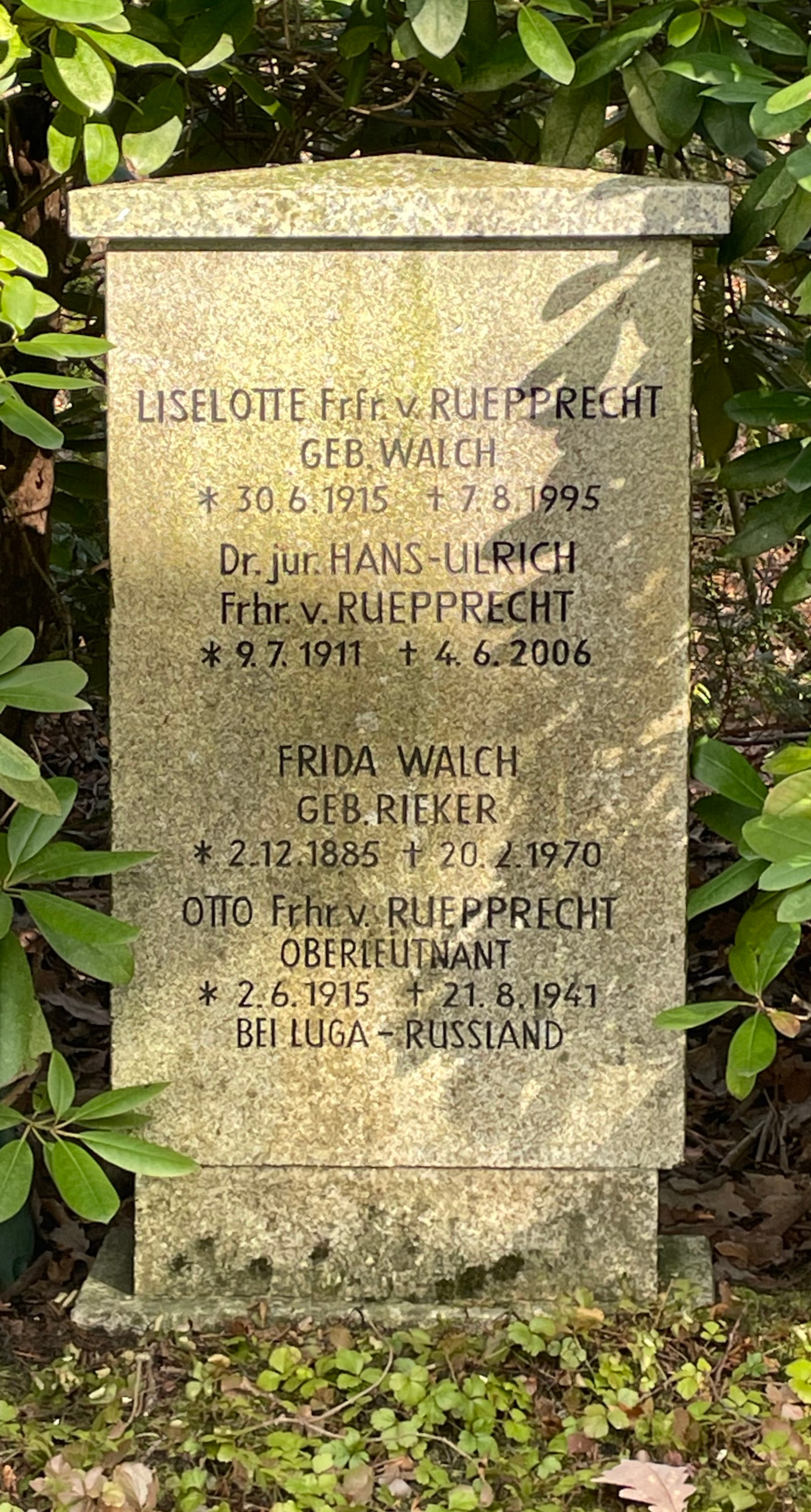
Familiengrab von Hans-Ulrich von Ruepprecht auf dem Waldfriedhof Stuttgart

Ruepprecht entstammte einem alten bayerischen, früher in Lindau sesshaften, Adelsgeschlecht. Zu seinen Ahnen zählt Burckhard Bardili. Sein Vater Otto Freiherr von Ruepprecht war Oberstaatsanwalt in Stuttgart. 1929 absolvierte er am Dillmann-Gymnasium Stuttgart das Abitur und ab dem Sommersemester dieses Jahres studierte er Rechtswissenschaften an der Eberhard Karls Universität Tübingen. Im selben Semester renoncierte er bei der Landsmannschaft Schottland, der Korporation seines Vaters und später seines Sohnes. Ab dem Sommersemester 1931 setzte er das Studium zunächst an der Friedrich-Wilhelms-Universität Berlin und später an der Ludwig-Maximilians-Universität München fort. Das Studium schloss er 1937 mit der Promotion zum Dr. iur. mit einer Dissertation über Das Delikt der allgemeinen Lebensgefährdung ab. Nach verschiedenen Tätigkeiten, unter anderem als Rechtsanwalt, als Ermittlungsrichter am Volksgerichtshof und als Landgerichtsrat in Ravensburg wurde er 1957 zum Richter am Oberlandesgericht Stuttgart berufen. 1976 trat er in den Ruhestand. 
Seit 1943 war er Mitglied des Vereins für Familien- und Wappenkunde in Württemberg und Baden, ab 1957 wurde er für 34 Jahre dessen Vorsitzender. 1973–1977 war er der Vorsitzende der Deutschen Arbeitsgemeinschaft genealogischer Verbände, dessen Ehrenvorsitzender er 2001 wurde. 
Hans-Ulrich von Ruepprecht liegt auf dem Waldfriedhof Stuttgart begraben.

## Ehrungen
- Bundesverdienstkreuz am Bande (1983)
- Gedächtnismedaille „Pro merito genealogia“ der Zentralstelle für Personen- und Familiengeschichte (1979[3] oder 1986[4])
- Silberne Ehrennadel des Landes Baden-Württemberg (1986)
- Johann-Christoph-Gatterer-Medaille (2003)